# Мерсер (округ, Огайо)
Шаблон:StateAbbr_ 40°32′ пн. ш. 84°38′ зх. д. / 40.54° пн. ш. 84.63° зх. д.
Округ  Мерсер (англ. Mercer County) — округ (графство) у штаті  Огайо, США. Ідентифікатор округу 39107.

## Історія
Округ утворений 1824 року.

## Демографія
За даними перепису 
2000 року 
загальне населення округу становило 40924 осіб, зокрема міського населення було 16143, а сільського — 24781.
Серед мешканців округу чоловіків було 20440, а жінок — 20484. В окрузі було 14756 домогосподарств, 11017 родин, які мешкали в 15875 будинках.
Середній розмір родини становив 3,24.
Віковий розподіл населення поданий у таблиці:
| Стать    | До 15 років | 15-21 | 22-29 | 30-39 | 40-49 | 50-65 | 65-85 | Понад 85 |
| -------- | ----------- | ----- | ----- | ----- | ----- | ----- | ----- | -------- |
| Чоловіки | 5187        | 2178  | 1837  | 2681  | 3235  | 2827  | 2300  | 195      |
| Жінки    | 4751        | 1974  | 1733  | 2685  | 3023  | 2877  | 2971  | 470      |

## Суміжні округи
- Ван-Верт — північ
- Оґлез — схід
- Шелбі — південний схід
- Дарк — південь
- Джей, Індіана — південний захід
- Адамс, Індіана — північний захід

## Виноски
1. ↑  U.S. Decennial Census. United States Census Bureau. Архів оригіналу за 26 квітня 2015. Процитовано 9 лютого 2015.
2. ↑  Historical Census Browser. University of Virginia Library. Архів оригіналу за 11 серпня 2012. Процитовано 9 лютого 2015.
3. ↑  Forstall, Richard L., ред. (27 березня 1995). Population of Counties by Decennial Census: 1900 to 1990. United States Census Bureau. Архів оригіналу за 14 лютого 2015. Процитовано 9 лютого 2015.
4. ↑  Census 2000 PHC-T-4. Ranking Tables for Counties: 1990 and 2000 (PDF). United States Census Bureau. 2 квітня 2001. Архів оригіналу (PDF) за 18 грудня 2014. Процитовано 9 лютого 2015.
5. ↑  State & County QuickFacts. United States Census Bureau. Архів оригіналу за 6 червня 2011. Процитовано 9 лютого 2015.(англ.) Наведено за англійською вікіпедією.
6. ↑  American FactFinder. Бюро перепису населення США. Архів оригіналу за 26 лютого 2012. Процитовано 31 січня 2008.

| США | Це незавершена стаття з географії США. Ви можете допомогти проєкту, виправивши або дописавши її. |